# Filozofski fakultet u Zagrebu
Filozofski fakultet u Zagrebu sastavnica je Sveučilišta u Zagrebu, koje je najstarije u Hrvatskoj, a ubraja se i među starija u Europi. Filozofski fakultet najstarija je i najveća hrvatska znanstvena i visokoškolska ustanova u humanističkim i društvenim znanostima te značajna kulturna ustanova s velikim utjecajem u hrvatskoj kulturi i društvu.
Fakultet od 2024. godine upisuje studente u 45 sveučilišnih preddiplomskih studija (36 dvopredmetnih i devet jednopredmetnih) te u 51 diplomski studij (16 jednopredmetnih i 35 dvopredmetni).

## Povijest

### Ranije djelovanje
Povijest Filozofskoga fakulteta seže do 23. rujna 1669. godine, kada se diplomom rimskoga cara i ugarsko-hrvatskoga kralja Leopolda I. priznaju status i povlastice sveučilišne ustanove tadašnjoj isusovačkoj Akademiji u slobodnom kraljevskom gradu Zagrebu.
Od 1692. godine Filozofski studij u Zagrebu počinje i formalno-pravno djelovati kao Neoacademia Zagrabiensis, javnopravna visokoškolska ustanova. Akademija ostaje u rukama Isusovaca više od jednog stoljeća, do godine 1773., kada papa Klement XIV. raspušta isusovački red. Godine 1776. carica i kraljica Marija Terezija dekretom osniva Kraljevsku akademiju znanosti (Regia scientiarum academia) s tri studija ili fakulteta: Filozofskim, Bogoslovnim i Pravnim.
Car Franjo Josip I. za vrijeme svoga boravka u Zagrebu 1869. godine potpisao je zakonski članak, koji 5. siječnja 1874. godine dobiva vladarevu sankciju. Na temelju je toga 19. listopada 1874. godine svečano otvoreno moderno Sveučilište u Zagrebu. U njegovu su sastavu tada djelovala četiri fakulteta: Pravni, Bogoslovni, Filozofski i Medicinski.

### 20. i 21. stoljeće
Godine 1948. provedena je velika reorganizacija fakulteta – osnovano je 12 studijskih grupa, a svaka se mogla studirati kao jednopredmetan studij. Zatim je 1952. godine uvedeno i dvopredmetno studiranje, koje danas dozvoljava kombinaciju između 36 zasebnih studija.
Akademske godine 2002./2003. umjesto klasifikacijskih ispita za svaki studij pojedinačno na inicijativu je tadašnjega dekana Nevena Budaka uveden jedinstveni klasifikacijski ispit koji se sastojao od četiri testa: testa apstraktnog mišljenja, testa opće kulture, testa jezične kulture i testa opće obaviještenosti (koji je tada proveden prvi i posljednji put). 
Akademske godine 2005./2006. do tada slobodni studiji portugalskog, rumunjskog i švedskog jezika i književnosti počinju se studirati kao punopravni preddiplomski studiji, dok se četverogodišnji dodiplomski studiji prestaju izvoditi u skladu s uvođenjem bolonjskoga procesa. Godine 2015. uvodi se jednopredmetni i dvopredmetni studij romistike, a od školske godine 2024./2025. reformacijom programa punopravnim studijima postaju i sinologija te japanologija.

#### Blokada
Godine 2009. Filozofski je fakultet bio središte studentskih prosvjeda diljem Hrvatske protiv uvođenja naknada za participaciju na javnim sveučilištima. Prosvjed se sastojao od blokade nastave i prevencije provođenja ispita na fakultetu, a specifičan je po tome što su se odluke donosile demokratskim putem, kroz plenum svih studenata i drugih osoba koje su bile voljne sudjelovati u donošenju odluka.
Prosvjed je trajao 34 dana, a u tom se razdoblju proširio na ukupno 20 fakulteta i sveučilišta u Hrvatskoj. Rezultat je bio uvođenje novog sustava plaćanja na temelju osvojenih ECTS bodova u akademskoj godini.

#### Rodni studiji
Fakultet je tijekom 2023. i 2024. godine uveo tri nova diplomska studija: digitalnu lingvistiku, kliničku lingvistiku i fonetiku te primijenjenu kognitivnu znanost. U planu je također bilo započeti upise u diplomski program rodnih studija počevši sa školskom godinom 2024./2025. Program u konačnici nije uveden zbog problema sa zakonskom procedurom akreditacije novog studija; specifično, uvođenjem novog Zakona o osiguravanju kvalitete, prema kojem je akreditaciju trebala provesti Agencija za znanost i visoko obrazovanje, umjesto koje je Sveučilište u Zagrebu akreditaciju provelo samo, prateći staru proceduru.
Dok su pojedini političari tvrdili da je program odbijen zbog „političkog pritiska”, „finte vladajućih” ili da je obustavljanje uvođenja „pobjeda normalne Hrvatske” te postignuta navodnim pravom Ministarstva da politički odlučuje o programima sveučilišta, u ovom slučaju na temelju odluka Hrvatskog sabora o Istanbulskoj konvenciji, Ministarstvo znanosti, obrazovanja i mladih objašnjava kako je obustavljanje isključivo administrativnog karaktera te da je Sveučilište trebalo slijediti novu zakonsku proceduru umjesto samostalnog provođenja akreditacije.

## Lokacija
Filozofski (Mudroslovni) se fakultet isprva nalazio u zgradi Sveučilišta u Zagrebu, današnjoj zgradi rektorata i Pravnoga fakulteta u Zagrebu na Trgu Republike Hrvatske. Ta je zgrada određena za sjedište Sveučilišta 1880. godine nakon zagrebačkog potresa odlukom Zemaljske vlade i bana Khuena-Héderváryja, a prethodno je bila tvornica duhana.
Godine 1956. raspisao se natječaj za idejne skice nove zgrade Filozofskoga fakulteta. Na natječaju je izabran projekt Božidara Tušeka za dvokatnicu od 14 500 m2 na ulici Đure Salaja (danas ul. Ivana Lučića), dovršen 1961. godine, kada je i nastava premještena ondje nakon svečanog otvaranja 3. lipnja te godine. Zgrada je osmišljena kao dvokatnica zatvorenog tipa s dva dvorišna prostora u njenom središtu. Godine 1996. započela je nadogradnja trećega kata zgrade prema projektu Milana Čankovića, koja je dovršena 2006. godine. Površina zgrade nakon ove nadogradnje jest 15 616  m2.

Pored zgrade Fakulteta postavljen je kip Silvija Strahimira Kranjčevića, svečano otkriven 20. listopada 1962. godine.
Godine 2006. počela je konstrukcija nove knjižnice Fakulteta s južne strane zgrade prema projektu Ante Vulina, Dine Vulin Ileković i Borisa Ilekovića, čija je izgradnja dovršena 2008. godine. Zgrada knjižnice ukošena je, u suvremenom stilu te s Fakultetom povezana mostom na drugome katu. Ukupna površina knjižnice iznosi 8792 m2 te su u njoj smješteni fondovi koje su prethodno pohranjivale manje, odsječke knjižnice Fakulteta i zbirka čitaonice. Sa oko 600 000 naslova predstavlja drugu najveću knjižnicu u Hrvatskoj po veličini fonda nakon Nacionalne i sveučilišne knjižnice u Zagrebu.

## Sastav

### Odsjeci i katedre
Filozofski fakultet organizira jednopredmetne i dvopredmetne studije nastavničkog i nenastavničkog smjera koji se izvode u okviru 23 odsjeka i 108 katedra. Izuzev studija psihologije, koji je isključivo jednopredmetni, ostali se studiji mogu neograničeno međusobno kombinirati.
- Odsjek za anglistiku
  - Katedra za skandinavistiku
- Odsjek za arheologiju
- Odsjek za etnologiju i kulturnu antropologiju
- Odsjek za filozofiju
- Odsjek za fonetiku
  - Katedra za estetsku fonetiku i ortoepiju hrvatskoga književnog jezika
  - Katedra za primijenjenu fonetiku
  - Katedra za teorijsku fonetiku
- Odsjek za germanistiku
  - Katedra za germanistiku
  - Katedra za nederlandistiku
- Odsjek za informacijske i komunikacijske znanosti
- Odsjek za istočnoslavenske jezike i književnosti
- Odsjek za južnoslavenske jezike i književnosti
- Odsjek za klasičnu filologiju
- Odsjek za komparativnu književnost
- Odsjek za kroatistiku
- Odsjek za lingvistiku
- Odsjek za azijske studije
  - Katedra za indologiju
  - Katedra za japanologiju
  - Katedra za sinologiju
- Odsjek za pedagogiju
- Odsjek za povijest
- Odsjek za povijest umjetnosti
- Odsjek za psihologiju
- Odsjek za romanistiku
- Odsjek za sociologiju
- Odsjek za talijanistiku
- Odsjek za hungarologiju, turkologiju i judaistiku
  - Katedra za hungarologiju
  - Katedra za turkologiju
  - Katedra za judaistiku
- Odsjek za zapadnoslavenske jezike i književnosti
- Samostalna katedra za kineziologiju (provodi isključivo aktivnosti u sklopu TZK)

### Studentske udruge
Na Filozofskom fakultetu djeluje niz studentskih udruga i klubova. Većina je okupljena u Savez studentskih udruga Filozofskoga fakulteta (SSUFF). Na fakultetu također djeluje studentski pjevački zbor Concordia discors.

### Alumni
Udruga bivših studenata Filozofskog fakulteta Alumni osnovana je 2013. s ciljem promicanja struke te povezivanja bivših studenata i samoga Fakulteta s drugim domaćim i stranim ustanovama.

### Organizacijski razvoj
Zakon Hrvatskog sabora o osnivanju Sveučilišta od 5. siječnja 1874. odredio je da se osnuje Mudroslovni fakultet s filozofičko-historičkim i matematičko-prirodoslovnim odjelima.
Filozofičko-historički odjel trebao je započeti radom već u šk. god. 1874./1875., dok je matematičko-prirodoslovni trebalo otvoriti najkasnije nakon tri godine, u kojem bi roku postupno trebalo potpuno ustrojiti fakultet. 
Zemaljska vlada odmah je imenovala tri profesora: Matiju Mesića, Franju Markovića i Vatroslava Jagića; oni su trebali podnijeti prijedloge za popunjavanje ostalih katedara. Budući da Jagić nije mogao stupiti na dužnost, naknadno je za trećeg profesora imenovan češki slavist Lavoslav Geitler. Na prijedlog prvih profesora popunjene su pred početak šk. god. 1874./1875. još tri katedre predviđene zakonom.

## Poznate osobe
Sljedeće je popis nekih poznatih i istaknutih osoba koje su alumni ili profesori s Filozofskoga fakulteta:
- Đuro Arnold
- Lada Badurina
- Antun Barac
- Vitomir Belaj
- Rada Borić
- Branimir Bratanić
- Josip Bratulić
- Stojan Dimitrijević
- Branimir Gabričević
- Rudolf Horvat
- Tatjana Jukić Gregurić
- Mate Kapović
- Jure Kaštelan
- Mile Kekin
- Vesna Krmpotić
- Dora Maček
- Ranko Matasović
- Ranko Marinković
- Nada Mihelčić
- Luko Paljetak
- Vesna Parun
- Josip Pupačić
- Nino Raspudić
- Ivan Slamnig
- Milivoj Solar
- Mate Suić
- Antun Šoljan
- Dragutin Tadijanović
- Dubravka Ugrešić
- Tin Ujević
- Andrea Zlatar Violić
- Viktor Žmegač

## Vanjske poveznice
- Web stranica Filozofskog fakulteta u Zagrebu
- Sustav učenja na daljinu Omega